# Sport Club Audace
Lo Sport Club Audace, noto anche come Audacia Napoli, era una società calcistica italiana con sede a Napoli.

## Storia
Le notizie riguardanti il club sono scarse. Secondo alcuni testi la nascita della compagine avvenne nel 1905, elemento che la collocherebbe di diritto nel ristretto gruppo delle squadre pionieristiche del football partenopeo; fonti più attendibili, invece, posticipano la sua fondazione al 1908. La prima divisa di gioco fu biancoverde. I promotori dell'associazione furono Gustavo Romano, i fratelli De Giuli ed il portiere Pepèn Cangiullo. Successivamente la tenuta utilizzata fu viola con bordi gialli.
La prima partecipazione attestata del sodalizio a un campionato FIGC risale al 1908, anno in cui si iscrisse al campionato regionale di Terza Categoria. Di seguito è riportato il calendario del torneo (i risultati sono sconosciuti):
- 15 marzo: Naples FBC-SC Audace
- 22 marzo: SS Napoli-Naples FBC
- 29 marzo: SC Audace-SS Napoli
- 5 aprile: SS Napoli-Naples FBC
- 12 aprile: Naples FBC-SS Napoli
- 19 aprile: SS Napoli-SC Audace

Secondo alcune fonti, il torneo terminò il 24 maggio con la vittoria del Naples in finale contro l'SS Napoli.
Nella stagione 1909-10 lo S.C. Audace vinse il campionato di Terza Categoria (Campania). Dopo la pausa bellica, la società probabilmente risorse nel febbraio 1919, e poi militò nel Girone A della Promozione Campana 1919-20 (la seconda serie di allora). Al termine della stagione venne ripescato dalla Federazione in Prima Categoria (la massima serie regionale del tempo). Nella stagione 1920-21 il debutto nel nuovo torneo non fu, però, dei più felici per la compagine napoletana: inserita nel Girone Eliminatorio B (insieme a Internazionale NA, Bagnolese e Pro Napoli), l'Audace perse nettamente tutte le partite, retrocedendo in seconda serie. La formazione tipo 1920-21 era: Cassandra, Postiglione, Picone, Smith, Lopez, D'Aversa, Laterza, Beatrice, Mercadante, Gesummaria, Galante II. Intanto a Napoli sorse l'Unione Sportiva Audace, esistente già nel 1917, con la quale la S.C. Audace coesisteva. La nuova società nel 1923.24 giocò sia il campionato di Seconda Divisione, sia il campionato di Terza Divisione (Campania) con la seconda squadra, di cui sarà campione. Nel 1924-25 risultava iscritta al campionato di Seconda Divisione.

## Statistiche
| St. | G | V | N | P | GF | GS | DR  | Punti |
| --- | - | - | - | - | -- | -- | --- | ----- |
| 1   | 6 | 0 | 0 | 6 | 3  | 22 | -19 | 0     |

St=Stagioni, G=partite giocate, V=vinte, N= nulle, P=perse, GF=gol fatti, GS=gol subiti, DR=differenza reti.
|      | Una gara nei campionati minori |     |
| 1917 |                                |     |
|      | U.S. Audax Napoli- Pro Italia  | 1-2 |